# Kim Kwang-hyok (Eishockeyspieler)
Kim Kwang-hyok (* 7. Februar 1987) ist ein ehemaliger nordkoreanischer Eishockeyspieler.

## Karriere
Kim Kwang-hyok nahm für die nordkoreanische Nationalmannschaft an den Weltmeisterschaften der Division II 2005 und der Division III 2008 teil. 2008 wurde er zum besten Abwehrspieler gewählt und wies die beste Plus/Minus-Bilanz des Turniers auf.
Auf Vereinsebene spielte er für Susan in der nordkoreanischen Eishockeyliga.

## Erfolge und Auszeichnungen
- 2008 Aufstieg in die Division II bei der Weltmeisterschaft der Division III
- 2008 Bester Abwehrspieler und beste Plus/Minus-Bilanz bei der Weltmeisterschaft der Division III